# Тужинка
Тужи́нка (от бур. Тужа — «равнинный густой лес») — посёлок в Еравнинском районе Бурятии. Административный центр сельского поселения «Тужинкинское».

## География
Расположен на левом берегу реки Уда (в 1,5 км выше места впадения в неё реки Ульдурга) у границы леса и степи, в 77 км к юго-западу от районного центра, села Сосново-Озёрское, у административной границы с Хоринским районом, проходящей здесь по руслу Уды.

## Население
| 2002 | 2010 | 2012 | 2013 | 2014 | 2015 | 2016 |
| ---- | ---- | ---- | ---- | ---- | ---- | ---- |
| 574  | ↗577 | ↘566 | ↘559 | ↘554 | ↘543 | ↘522 |
| 2017 | 2018 | 2019 | 2020 | 2021 | 2023 | 2024 |
| ↘507 | ↘488 | ↘482 | ↘467 | ↘383 | ↘366 | ↘351 |

## История
Посёлок основан в мае 1962 года как лесозаготовительный пункт Хоринского леспромхоза.

## Инфраструктура
Средняя общеобразовательная школа, Дом культуры, библиотека, фельдшерско-акушерский пункт, почтовое отделение.

## Экономика
Заготовка и переработка леса.